# Créné
Créné (Κρήνη, auj. Çeşme, en Turquie) est un évêché du Patriarcat œcuménique de Constantinople, créé en 1802 et supprimé en 1922. Appartenant à la province d’Asie, il dépend, avec le diocèse (bg) d’Anéa (it) (Ανέων, auj. Söke), du territoire d’Éphèse jusqu’en 1833, où les deux se séparent afin de former des diocèses différents.

## Étymologie
Le mot kρήνη vient du grec et a pour signification « fontaine ». Appelés source ou fontaine, les réservoirs d’eau situés sur les places publiques ou dans les gymnases étaient décorés de guirlandes de fleurs par les habitants qui honoraient ainsi les nymphes de la source.
Une autre étymologie à envisager est celle du mot grec πἡγη, ce qui veut dire « l’eau courante » ou « la source ».
Enfin, les Ottomans ont appelé cet endroit Çeşme en rapport avec les nombreuses fontaines éparpillées dans la ville et les environs, çeşme signifiant également « fontaine » en turc.

## Géographie
Créné, ville turque aujourd’hui connue sous le nom de Çeşme (se prononce Tchech-méh), se trouve dans la province d’Izmir sur une presqu’île à l’ouest de la Turquie et face à Chios, une île grecque. Elle s’étend sur 260 km2 et compte 34 563 habitants. 
Avec ses 90 km de ligne côtière, Créné est actuellement un site touristique qui compte. On y trouve les plages de Şifne, Çiftlikköy, Dalyanköy, Reisdere, Küçükliman, Paşalimanı, Ayayorgi, Kocakarı, et Pırlanta.

## Histoire
Créé en 1802, l’évêché de Créné, avec celui d’Anéa (ou Anéae), fait partie du territoire d’Ephèse. Son établissement est décidé par le métropolitain Dionysios Kalliarchis (el) et le patriarche Grégoire V afin de répondre aux besoins d’une population croissante à la suite des différentes vagues migratoires venant du Péloponnèse et des îles de la mer Egée. L’évêché est, par la suite, divisé en deux : la zone de Çeşme est promue diocèse de Créné en 1903 tandis que la zone de Sokya devient le diocèse d’Anéa. Les territoires du kaza de Karaburun et de Çeşme sont inclus dans le diocèse de Créné. 
À la suite de la Première Guerre mondiale, l'Empire ottoman, alors allié de l'Allemagne, est démembré en différentes zones sous le contrôle des Grecs, des Italiens, des Français et des Britanniques. En 1919, la région de Smyrne est occupée  par les Grecs et le traité de Sèvres de 1920 rend officiel le démembrement de l'Empire ottoman. 
Entre 1921 et 1922, sous l'impulsion d'un jeune général, Mustafa Kemal, les Turcs mènent une guerre d'indépendance contre les Grecs et les autres puissances occupantes. En 1922, l'armée grecque est défaite, entraînant ainsi la disparition des diocèses de Créné et Anéa.

## Démographie
Promue métropole en 1903, la ville de Créné occupe le 78e rang sur 79.
Suivant les époques et les sources, cette ville compte plus ou moins d’habitants. D’après le journal Xenophanes, le diocèse de Créné compte 57 315 chrétiens. Selon S. Antonopolous, la population est de 60 000 habitants, ce qui semble correspondre aux estimations du journal. Une troisième source estime la population à 17 000 habitants dont 2 000 musulmans et 15 000 chrétiens orthodoxes tandis qu’une autre, même si elle semble d’accord sur le nombre d’habitants, ne fait pas la même distribution. Selon cette dernière, le diocèse de Créné compte 12 000 Grecs orthodoxes et 5 000 musulmans.

## Économie
La péninsule dispose de ressources minières importantes mais la production principale reste le raisin, les graines et l’huile. Au XIXe siècle, Créné fait l’objet d’une activité maritime intense, essentiellement portée sur l’exportation de raisin vers toute l’Europe. Jusqu’à l’épidémie de phylloxera qui ravage le continent européen vers la fin du XIXe siècle, la ville exporte entre 12 000 et 15 000 tonnes de raisin. D’autres produits comme les graines d’anis, de sésame, le melon, l’amande, le pamplemousse et la pieuvre séchée sont également exportés vers les ports de la Méditerranée comme Marseille.
60 % de la terre appartenant à de grands propriétaires fonciers, l’industrie hôtelière est également un secteur d’activité présent à Créné grâce à l’investissement d’hommes d’affaires grecs. À Karaburun par exemple, l’entièreté du territoire est occupée par des Grecs orthodoxes propriétaires de leurs terrains.

## Lieux, monuments et architecture
La forteresse de Créné, construite en 1508 sous le règne du sultan Bajazet II, a été transformée en un musée d’archéologie en 1965. Ouvert au public jusqu’en 1984, il a fermé ses portes à cause d’un excès d’humidité qui a ravagé les collections d’armes. Celles-ci sont alors déplacées au musée archéologique d’Izmir (en) et à Ödemiş où elles se trouvent toujours.
La ville de Créné a une architecture bien à elle. Elle représente typiquement la coexistence de deux populations, grecque et turque. Les maisons, construites en pierres, ont un accès direct sur la rue, sans cour intérieure.
On trouve également les vestiges d’un caravansérail datant de 1528, aujourd’hui transformé en hôtel, et d’une église du XIXe siècle faisant maintenant office de centre culturel.

## Sources
1. 1 2  Raymond Janin, « Créné (Κρήνη) », dans Dictionnaire d’histoire et de géographie ecclésiastiques, vol. 13, Paris, Letouzey et Ané,‎ 1956
2. ↑  Pierre Paris, Lexique des antiquités grecques, Paris, Fontemoing, 1909, p. 214
3. ↑  Pierre Chantraine, Dictionnaire étymologique de la langue grecque, t. I, Paris, Klincksieck, 1968
4. ↑  Idem.
5. ↑  Autre nom de la province d’Izmir.
6. ↑  Thierry Zarcone, La Turquie. De l'Empire ottoman à la République d'Atatürk, Paris, Gallimard, coll. « Découvertes Gallimard Histoire », 2005
7. ↑  Journal publié par le Club of Anatolian Greeks « Anatoli » à Athènes.
8. ↑  CHARITOPOULOS Evangelos, « Diocese of Crene » in Encyclopeadia of the Hellenic World. Asia minor, http://www.ehw.gr/l.aspx?id=9717 (page consultée le 23 avril 2014).
9. ↑  Virus affectant la vigne, cette épidémie frappa durement la Turquie dès 1887. Après son apparition en Thrace, plusieurs régions furent attaquées dont notamment la province d’Izmir (LEFEBVRE Th., « La culture de la vigne en Turquie », in Annales de Géographie, 1930, t. 39, n°218, pp. 186-190).
10. ↑  http://www.kultur.gov.tr/EN,39583/izmir---cesme-museum.html (page consultée le 24 avril 2014).
11. ↑  http://www.guide-martine.com/fra/aegean3.asp (page consultée le 24 avril 2014).